# Pseudocorchorus rostratus
Pseudocorchorus rostratus är en malvaväxtart som först beskrevs av Paul Auguste Danguy, och fick sitt nu gällande namn av David John Mabberley. Pseudocorchorus rostratus ingår i släktet Pseudocorchorus och familjen malvaväxter. Inga underarter finns listade i Catalogue of Life.